# 구 조선은행 군산지점
구 조선은행 군산지점은 대한민국 전북특별자치도 군산시 장미동에 위치한 건물로 일제강점기 당시 조선은행 군산지점으로 건립되었다.

## 개요
광복 후에는 한일은행 군산지점으로 사용하였다. 정면에 돌출 현관을 중심으로 평아치를 5개 세우고 양쪽에 각각 1개씩 반원형 아치를 두었으며, 외벽 중간 보머리를 상징하는 화강석을 끼워 장식하였다. 지붕은 우진각 형식으로 함석판 잇기로 마감하였으며 물매를 매우 급하게 처리해 장중한 느낌이 난다. 일제강점기 군산을 배경으로 한 채만식의 소설 탁류에 등장하기도 한다.

## 의의와 평가
구 조선은행 군산지점은 일제 강점기 군산을 배경으로 한 소설인 채만식의 「탁류(濁流)」에 등장하는 건물로 군산의 근대사를 보여주는 상징적인 건물이다. 건축물의 전체적인 형태와 세부 표현에서 근대기 은행 건축의 형식을 잘 나타내고 있다. 근대 건축 유산을 수리 및 보수하고, 새로운 용도를 부여하여 적극적으로 활용하고 있는 사례로서 의의를 갖는다.